# Cantón de Guéret-Norte
El cantón de Guéret-Norte era una división administrativa francesa, que estaba situada en el departamento de Creuse y la región de Limusín.

## Composición
El cantón estaba formado por cinco comunas, más una fracción de la comuna que le daba su nombre:
- Ajain
- Glénic
- Guéret (fracción)
- Jouillat
- Ladapeyre
- Saint-Fiel

## Supresión del cantón de Guéret-Norte
En aplicación del Decreto nº 2014-161 de 17 de febrero de 2014, el cantón de Guéret-Norte fue suprimido el 22 de marzo de 2015 y sus 6 comunas pasaron a formar parte; cuatro del nuevo cantón de Saint-Vaury, una del nuevo cantón de Gouzon y la fracción de la comuna que le daba su nombre se unió con las demás para que, por medio de una reestructuración cantonal, fueran creados los nuevos cantones de Guéret-1 y Guéret-2.